# مسجد علی‌آباد
مسجد علی‌آباد مربوط به دوره صفوی است و در شهرستان بیرجند، روستای علی‌آباد واقع شده و این اثر در تاریخ ۲۵ اسفند ۱۳۷۹ با شمارهٔ ثبت ۳۴۵۱ به‌عنوان یکی از آثار ملی ایران به ثبت رسیده است.